# Lambton-Ouest
Pour les articles homonymes, voir Lambton (homonymie).
Lambton-Ouest fut une circonscription électorale fédérale de l'Ontario, représentée de 1883 à 1968.
La circonscription de Lambton-Ouest a été créée en 1882 d'une partie de la circonscription de Lambton. Abolie en 1966, elle fut redistribuée parmi Middlesex et Sarnia.

## Géographie
En 1924, la circonscription de Lambton-Ouest comprenait:
- Une partie du comté de Lambton
  - Les cantons de Plymouth, Sarnia, Moore et Sombra
  - Les îles de St. Anne's Island et Walpole Island sur la rivière Sainte-Claire
  - La ville de Sarnia

## Députés
1. 1882-1898 — James Frederick Lister, PLC
2. 1898-1905 — Thomas George Johnston, PLC
3. 1905-1921 — Frederick Forsyth Pardee, CON
4. 1921-1925 — Richard Vryling Lesueur, CON
5. 1925-1929 — William Thomas Goodison, PLC
6. 1929-1945 — Ross Wilfred Gray, PLC
7. 1945-1962 — Joseph Warner Murphy, PC
8. 1962-1968 — Walter Frank Foy, PLC

- CON = Parti conservateur du Canada (ancien)
- PC = Parti progressiste-conservateur
- PLC = Parti libéral du Canada